# Physaria pycnantha
Physaria pycnantha är en korsblommig växtart som beskrevs av Grady och O'kane. Physaria pycnantha ingår i släktet Physaria och familjen korsblommiga växter. Inga underarter finns listade i Catalogue of Life.